# 1646

سنة 1646 كانت سنة بسيطة تبدأ يوم الإثنين حسب التقويم الميلادي، وسنة بسيطة تبدأ يوم الخميس حسب التقويم اليولياني.

## أحداث
- 5 أبريل: تأسيس مدينة زارازا، فنزويلا وتقع حاليا في فنزويلا.

## مواليد

### فبراير
- 23 فبراير - توكوغاوا تسونايوشي، شوغون ياباني.